# Паука, Иван Христианович
Иван Христианович Паука (латыш. Jānis Pauka, 7 января 1883, на хуторе Паукас, Тумская волость, Туккумский уезд, Курляндская губерния, Российская империя — 23 мая 1943) — русский и советский военачальник, генерал-майор (04.06.1940), репрессирован.

## Биография
Из крестьян. По происхождению латыш. Окончил Тукумское городское училище (1903) и Виленское пехотное юнкерское училище (1906).

### Служба в Российской императорской армии
В 1906 году выпущен из улилища в Русскую императорскую армию и зачислен в Финляндский 3-й стрелковый полк. Служил в полку до поступления в академию в 1912 году в чине подпоручика. Окончил 2 класса Николаевской военной академии (1914; очевидно по 2-му разряду, так как в Списке ГШ 1914 не значится). В 1914 году вернулся в полк, с которым участвовал в первой мировой войне. Был ранен, неоднократно награждался орденами.
Причислен к Генеральному штабу (1915). Старший адъютант штаба 12-го армейского корпуса (09.10.1915-09.03.1917; по Списку ГШ 1917 с 14.07.1916). С 09.03.1917 года — старший адъютант разведывательного отделения отдела генерал-квартирмейстера штаба 8-й армии. На 20 сентября 1917 года исполнял должность штаб-офицера для поручений по авиации отдела генерал-квартирмейстера штаба этой же армии, в чине подполковника (установлено старшинство с 22 апреля 1917 года).

### Гражданская война
Добровольно вступил в Красную Армию в мае 1918 года. Состоял для поручений при начальнике штаба Ярославского военного округа (01.05-20.12.1918). Участвовал в подавлении Ярославского мятежа. Заведующий оперативно-разведывательным отделом штаба Ярославского ВО (21.12.1918-19.03.1919). Начальник штаба 42-й стрелковой дивизии (27.03-10.09.1919), начальник 42-й стрелковой дивизии (10.09.1919-15.02.1920). Командующий 13-й армией Южного фронта (15.02.1920-05.06.1920), войска которой блокировали занятый белыми Крым. После прорыва армии П. Н. Врангеля из Крыма в северную Таврию отстранен от командования и находился в распоряжении командующего Юго-Западным фронтом. Включен в списки Генштаба РККА от 15.07.1919 и 07.08.1920. 
Начальник оперативного управления Штаба Юго-Западного фронта (17.06-27.09.1920). С 27.09.1920 — начальник штаба Южного фронта (до 26.12.1920). Один из ведущих разработчиков и исполнителей контрнаступления Южного фронта в Северной Таврии (октябрь 1920) и Перекопско-Чонгарской наступательной операции (ноябрь 1920).

### Дальнейшая служба в РККА
Начальник штаба войск Киевского округа (12.01.1921—04.06.1922). С 4 июня 1922 года — начальник штаба Киевского военного района. В 1923 году переведён в Сибирь (после бегства в Польшу М. В. Фастыковского). В 1924—1936 гг. — преподаватель Военной академии им. Фрунзе. Приказом наркома обороны СССР № 2514 от 5 декабря 1935 года И. Х. Пауке присвоено персональное воинское звание комдив. В 1936—1940 гг. — преподаватель Военной академии Генштаба РККА, профессор кафедры оперативного искусства. Генерал-майор (Постановление СНК СССР № 9450 от 4 июня 1940).
И. Х. Паука был арестован 24 июня 1941 года. Однако, генерал-майор осуждён не был: он умер, находясь под арестом, 23 мая 1943 года. Посмертно реабилитирован в 1953 году.

## Награды
Российская империя
- Орден Святого Владимира 4-й степени с мечами и бантом (ВП 26.10.1915)
- Орден Святой Анны 2-й степени с мечами (25.10.1916)
- Орден Святого Станислава 2-й степени с мечами (ВП 01.07.1915)
- Орден Святой Анны 3-й степени с мечами и бантом (ВП 29.04.1915)
- Орден Святого Станислава 3-й степени с мечами и бантом (ВП 03.05.1915)
- Орден Святой Анны 4-й степени (ВП 19.03.1915)[4]

СССР
- Орден Красного Знамени (13.03.1920)
- Медаль «XX лет Рабоче-Крестьянской Красной Армии» (22.02.1938).

## Воинские чины и звания
- Подпоручик (приказ 24.03.1906; старшинство с 22.04.1905)
- Поручик (приказ 19.09.1909; старшинство 22.04.1909)
- Штабс-капитан (приказ 15.10.1913; старшинство 22.04.1913)
- Капитан (приказ 11.08.1915; старшинство 30.04.1915, за отличия в делах против неприятеля)
- Подполковник (22.04.1917)
- Комдив (5.12.1935)[5]
- Генерал-майор (4.06.1940)[6]

## Оценка деятельности
Ряд источников отмечают роль И. Х. Пауки (наряду с несколькими другими бывшими царскими офицерами) в становлении М. В. Фрунзе как полководца:
«Официальным командующим Южным фронтом 21 сентября [1920 г.] был назначен легендарный большевистский деятель М. В. Фрунзе-Михайлов. Реально же разрабатывали операцию по взятию Крыма начальник штаба фронта, бывший подполковник Генштаба И.X. Паука и помощник Фрунзе, бывший генерал-майор Генштаба В. А. Ольдерогге. К тому времени на счету командовавшего в 1919 году Восточным фронтом Владимира Александровича Ольдерогге был разгром армий Колчака, а Иван Христианович Паука успел отличиться в первой половине 1920 года на посту командарма 13.»
«Во время Гражданской войны единственным командующим фронтом революционером, а не офицером или генералом царской армии был Михаил Фрунзе. Именно поэтому его впоследствии возвели на пьедестал. О тех же, кто был рядом с ним, мы вообще ничего не слышали. Между тем его заместитель Федор Федорович Новицкий был в прошлом генерал-майором [впоследствии, когда в Красной Армии восстановили генеральские звания, стал генерал-лейтенантом]. Начальником штаба Южного фронта был подполковник Иван Христианович Паука. И если бы их не было рядом, Фрунзе как командующий фронтом никогда бы не состоялся.»
«В общем-то, ничего удивительного в наличии у Фрунзе в годы Гражданской войны грамотных и талантливых помощников-военспецов нет, ибо не имевший военного образования и опыта революционер был не в состоянии планировать и осуществлять сложнейшие операции.»
- Фото из картотеки проекта Русская армия в Великой войне.